# Karamea tricerata
Karamea tricerata är en spindeldjursart som beskrevs av Forster 1954. Karamea tricerata ingår i släktet Karamea och familjen Triaenonychidae. Inga underarter finns listade i Catalogue of Life.